# Carl Flügge
Pour les articles homonymes, voir Flügge.
Carl Flügge (né le 12 septembre 1847 à Hanovre et mort le 10 décembre 1923 à Berlin) est un bactériologiste et hygiéniste allemand.

## Biographie

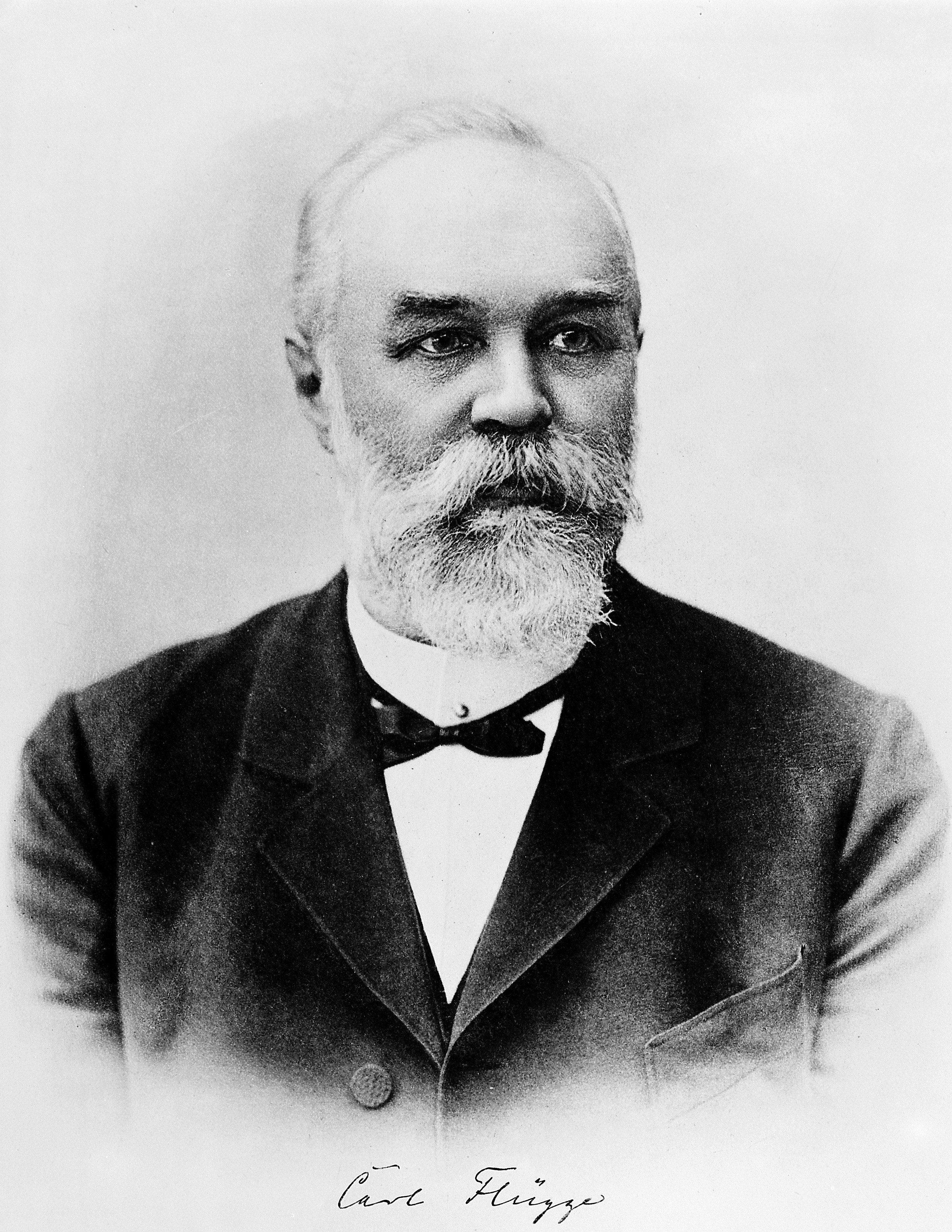
Carl Flügge vers 1906.

Originaire de Hanovre, Carl Georg Friedrich Wilhelm Flügge a étudié la médecine à Göttingen, Bonn, Leipzig et Munich. En 1878, il a enseigné l'hygiène à Berlin. En 1881, il devint titulaire de la première chaire d'hygiène de l'université de Göttingen, puis professeur aux universités de Breslau et de Berlin, où il succéda à Max Rubner (1854-1932) au département d'hygiène.
Flügge était un collègue du microbiologiste Robert Koch (1843-1910), avec lequel il a co-dirigé le journal Zeitschrift für Hygiene und Infektionskrankheiten.
Deux de ses assistants les plus connus à Breslau étaient Wolfgang Weichardt (1875-1943) et Walther Kruse (1864-1943).

## Travaux
Carl Flügge était connu pour avoir plaidé en faveur de l'hygiène en tant que discipline médicale indépendante, et il est reconnu pour ses recherches approfondies sur la transmission de maladies infectieuses telles que le paludisme, la tuberculose et le choléra.
Dans les années 1890, il démontra que même lors d'un simple discours, de minuscules gouttelettes (gouttelettes de Flügge) étaient propulsées dans l'air. Cette découverte fut déterminante dans le plaidoyer en faveur de l'utilisation des masques chirurgicaux en gaze  de Jan Mikulicz-Radecki (1850–1905) en 1897,.

## Publications
Parmi ses publications figurent des ouvrages importants sur l'hygiène : 
- Lehrbuch der hygienischen Untersuchungsmethoden (« Manuel des méthodes d’investigation en hygiène ») ;
- Grundriss der Hygiene (« Principes généraux de l’hygiène », nouvelle édition de 1902) ;
- Beiträge zur Hygiene (« Contributions à l'hygiène », 1872) ;
- Die Mikroorganismen (« Les Microorganismes », troisième édition 1896).